# Ab Tak Chhappan
Ab Tak Chhappan (tj. Do tej pory 56-ciu) to bollywoodzki thriller z 2004 roku. W roli głównej Nana Patekar. Reżyseria – debiutant Shimit Amin, autor Chak De! India. W rolach drugoplanowych  Mohan Agashe, Revathi i Hrishitaa Bhatt. Tytuł oznacza rachunek policjanta z mumbajskiego oddziału specjalnego, który ma na swym koncie 56-ciu zabitych. 

## Motto
Ten, kto walczy z potworami musi uważać, by samemu nie stać się potworem (Friedrich Nietzsche)

## Fabuła
Pistolet oficera policji Sadhu Agashe (Nana Patekar), mimo jego gorliwej służby, milczał latami. Ale gdy przeniesiono go do specjalnego oddziału do zwalczania mumbajskich gangów, Sadhu otworzył swój rachunek zabijania. Zamiast aresztowania - śmierć. Oszczędzano na przekupnych sądach. A policjant jako narzędzie zabijania był też użyteczny przy porachunkach powiązanych z gangsterami polityków. Kazano zabijać, zabijał. Rozkaz to rozkaz. Tego właśnie Sadhu uczy młodziutkiego oficera policji Jatina Shuklę (Nakul Vaid). Uczeń jest podatny na naukę. Na pytanie Sadhu:  "Czy zastanawia się nad tym, co jest dobre, a co złe?", odpowiada: "Gdybym zaczął myśleć, jak mógłbym działać?". Pewnego dnia jednak przemoc dotyka Sadhu osobiście. Podczas wesela Jatina zostaje zastrzelona żona Sadhu, Nameeta. Teraz otwiera on z gangsterami osobisty rachunek...

## Obsada
- Nana Patekar ... Inspektor Sadhu Agashe
- Nakul Vaid ... jego podwładny,  Jatin Shukla
- Prasad Purandhare ... Zamir Zaffar
- Mohan Agashe ... były komisarz Pradhan
- Jeeva ... komisarz Suchak
- Revathi ... Nameeta, żona Sadhu Agashe
- Hrishitaa Bhatt ... Vaishali / żona  Jatina Shukla